# Arnebia afghanica
Arnebia afghanica är en strävbladig växtart som först beskrevs av Kitamura, och fick sitt nu gällande namn av K. H. Rechinger och Riedl. Arnebia afghanica ingår i släktet Arnebia och familjen strävbladiga växter. Inga underarter finns listade i Catalogue of Life.